# Friedrichstanneck
Friedrichstanneck is een  dorp in de Duitse gemeente Eisenberg in het Saale-Holzland-Kreis in Thüringen. Het dorp wordt voor het eerst genoemd in 1542. Tot 1964 was het een zelfstandige gemeente. 